# Symbolic Bride
A Symbolic Bride Okui Maszami 17. stúdióalbuma, mely 3 évvel az előző után jelent meg. Az album tematikája alapvetően a szerelem, skandináv mitológiával fűszerezve. Az énekesnő egy Valkűrt testesít meg, aki a szerelem "csatájában" leghősiesebb "elesett" harcosait gyűjti össze, hogy majd aztán oldalukon vegye fel a harcot az igaz szerelemért. Annak ellenére, hogy az albumon több dal is a szerelmi csalódásról szól, optimista összképet ad a lemez, hiszen tetten érhető a remény érzése, és hogy soha nem szabad feladni. Az albumra felkerült a Platonic egy új verziója is, melyet eredetileg a JAM Project tagjaként énekelt fel. Az album a 65. helyet érte el az Oricon album eladási listán, 1 hétig volt fenn, és csak 838 példányt adtak el belőle, ezzel ez az énekesnő legrosszabbul teljesítő albuma.

## Dalok listája
1. Hikari he (I Pray to be Given) (光へ～I pray to be given～?)
2. Symbolic Bride (Rebellion of Valkyrie)
3. Aoi namida (蒼い涙?)
4. Delusion
5. Szei no Honó (静ノ炎?)
6. Koiszuru omoi (恋する想い?)
7. Joy
8. Takarabako (Treasure Box) (宝箱-TREASURE BOX-?)
9. Fission
10. Chaos Love
11. Platonic (Luna)
12. Hikari no hana (ヒカリノハナ?)
13. Hikari he (Crossroads) (光へ～crossroads～?)
14. Szora no uta (ソラノウタ?)